# 알브레히트 마이어

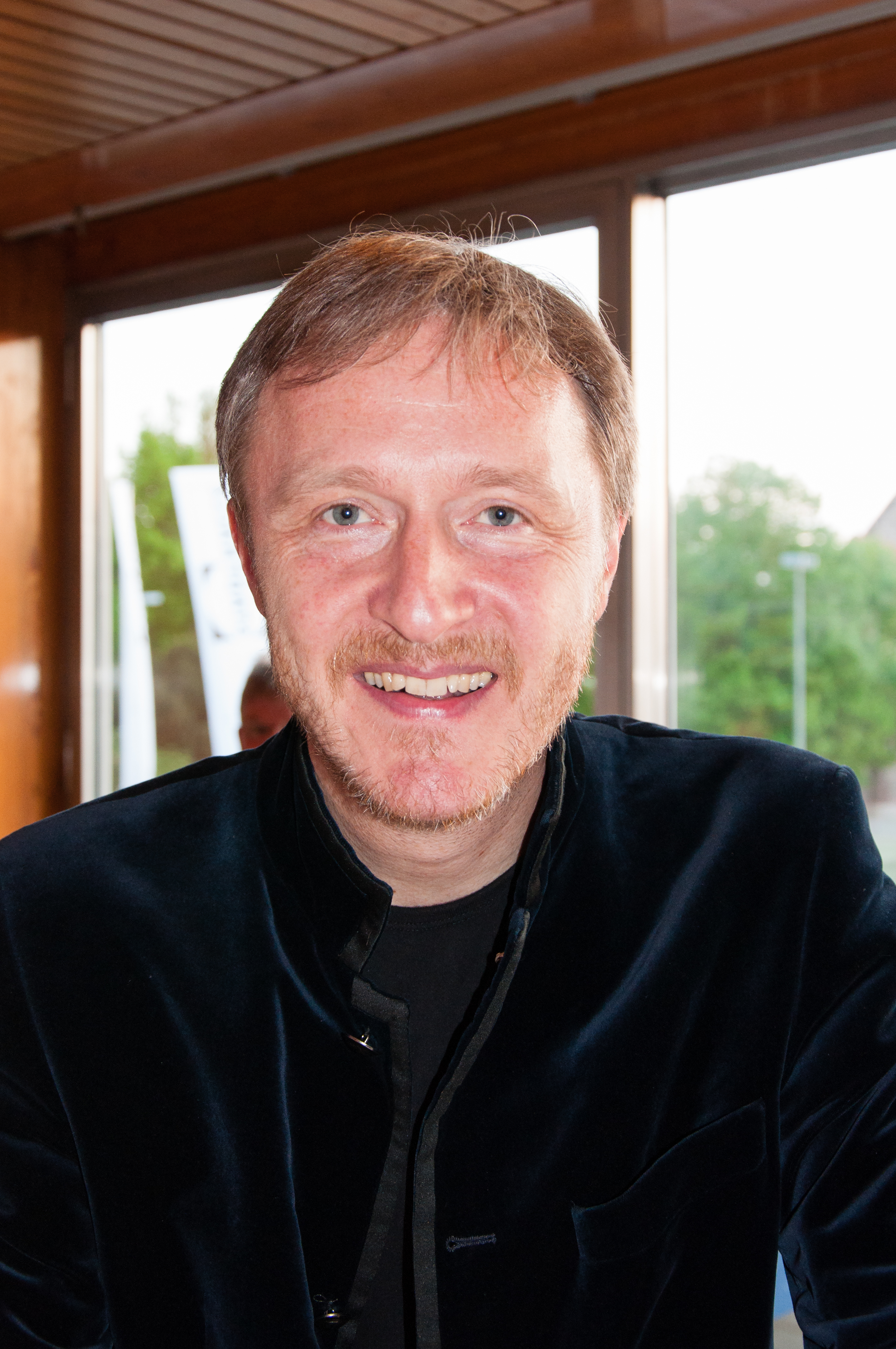

알브레히트 마이어(Albrecht Mayer, 1965년 6월 3일 ~ )는 독일의 클래식 오보에 연주자이자 지휘자이다 베를린 필하모닉의 수석 오보에 연주자인 그는 솔리스트이자 실내악 연주자로 국제적으로 알려져 있으며 많은 음반을 남겼다.
에를랑겐에서 태어난 마이어는 어렸을 때 밤베르크 대성당 합창단에서 노래를 불렀다. 그는 1990년 밤베르크 심포니 오케스트라의 수석 오보에 연주자로 직업 경력을 시작했다. 그는 1992년에 수석 오보에 연주자로 베를린 필하모닉에 합류했다.